# Mráz M-3 Bonzo
Mráz M-3 Bonzo byl československý cvičný a sportovní letoun. V roce 1948 společnost Automobilové závody, n.p., závod 7 Choceň (dřívější Továrna letadel Ing. J. Mráz resp. Beneš-Mráz, pozdější Orličan Choceň) postavila prototyp čtyřmístné verze letounu Mráz M-3 Bonzo, který vycházel z koncepce letadel Mráz M-1 Sokol a M-2 Skaut. Letoun M-3 Bonzo konstruktéra ing. Zdeňka Rubliče měl v té době všechny znaky moderního turistického letounu.

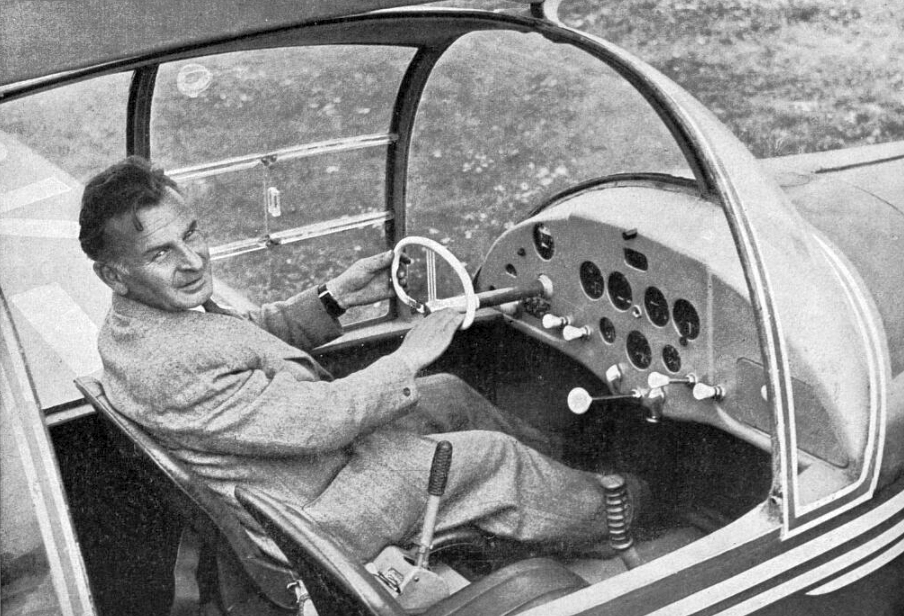
Konstruktér Zdeněk Rublič v kokpitu letounu M-3 Bonzo (Letectví, 24/1949)

## Vznik a vývoj

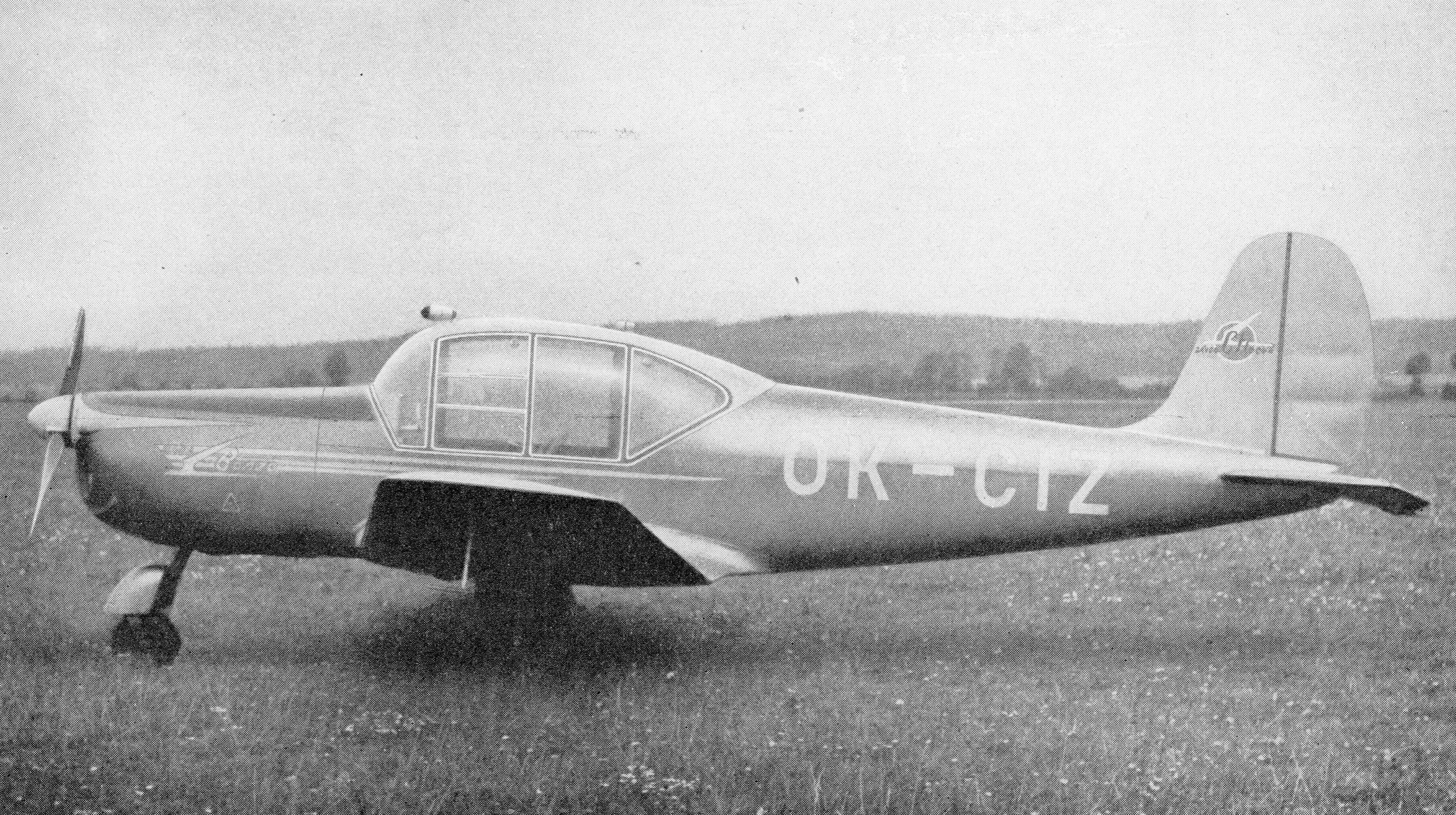
M-3 Bonzo (1948)

Konstruktér Zdeněk Rublič, který byl po znárodnění společnosti Ing. J. Mráz, továrna na letadla Choceň v roce 1945 jmenován jejím hlavním konstruktérem, prokázal konstrukcí letadla M-1 Sokol neobyčejnou všestrannost a pro potřeby moderního sportovního letectví navrhl kompletní řadu sportovních a turistických letadel. Na první z nich, na Sokola z roku 1946, navázaly v roce 1948 dvousedadlový M-2 „Skaut“ a čtyřmístný M-3 „Bonzo“. Letoun Mráz M-3 Bonzo vycházel z koncepce letounu M-1 Sokol, avšak s přepracovaným křídlem a podstatnými změnami trupu. Měl prodloužený trup, který umožnil umístění druhé řady sedadel do kokpitu. Pilot a tři cestující v elegantní kabině měli vynikající všestrannou viditelnost. Letoun s dobrým výhledem a snadným vstupem měl v kabině dvojité řízení (hlavní volantové a vypínatelné druhé řízení), na přídi byl vybaven tříkolým zatahovacím podvozkem, zavazadlový prostor byl umístěn za zadními sedadly. 
Prototyp byl zalétán pilotem Alfonsem Kobližkem v dubnu 1948 a v roce 1949 byl mezi 29. dubnem a 15. květnem vystavován na 18. ročníku aerosalonu v Paříži a následně byl představen československé veřejnosti. Uvažovalo se o zahájení jeho sériové výroby v roce 1950 a o použití výkonnější kompresorové verze motoru Walter Minor 6-III-S o výkonu 136 kW (185 k). K sériové výrobě však již nedošlo, protože uzavřením hranic po převratu v únoru 1948 byl export letounu na západní trhy zcela nemožný, a proto byly plány na sériovou výrobu zastaveny.
Tento letoun se stal základem pro pozdější letouny XLD-40 Mír a L-40 Meta-Sokol.

## Popis letounu
Bonzo M-3 byl čtyřsedadlový, samonosný jednomotorový dolnoplošník celodřevěné konstrukce s tříkolovým zatahovacím podvozkem příďového typu. Nosný systém byl dimenzován na násobek zatížení n = 7.
Třídílné křídlo lichoběžníkového půdorysu o štíhlosti 7,1 a vzepětí 7° mělo vlastní "choceňský" profil, který byl použit rovněž na Sokolu. Základní systém tvořily hlavní skříňový nosník, diagonální pomocný nosník, dřevěná žebra a překližková náběžná hrana. Spojení s centroplánem zajišťovaly tři horizontální čepy. Na hlavním nosníku to byly 2 expanzivní čepy, na pomocném 1 obyčejný. Celé křídlo bylo potaženo diagonální březovou překližkou různé tloušťky. Štěrbinové vztlakové klapky a podobně řešená křidélka byly vzájemně propojeny předlohou. Při maximálním vychýlení klapek o 40° se křidélka sklopila až o 19°. Polohu klapek udával ukazatel na palubní desce. Křidélka i klapky měly zadýhovanou náběžnou část a plátěný potah.
Dřevěný trup jednoduché příhradové konstrukce s překližkovým potahem měl oválný průřez se zploštělým dnem. Vpředu přecházel plynule do krytu motoru, jehož dolní část byla mírně prohloubena, čímž byla vytvořena štěrbina pro odtok teplého vzduchu od motoru. Centroplán jako organická součást trupu nesl hlavní palivové nádrže, podvozkové nohy a kování pro připojení vnějších částí křídla. Všechny přechody byly pečlivě tvarovány. Ocasní plochy byly jednoduché konstrukce. Kýlovka i vodorovný stabilizátor byly s potahem překližkovým, pohyblivé plochy (kormidla) s potahem plátěným. Ploška na směrovce byla stavitelná na zemi, výškové kormidlo s vyvažovací ploškou ovládal pilot za letu. 

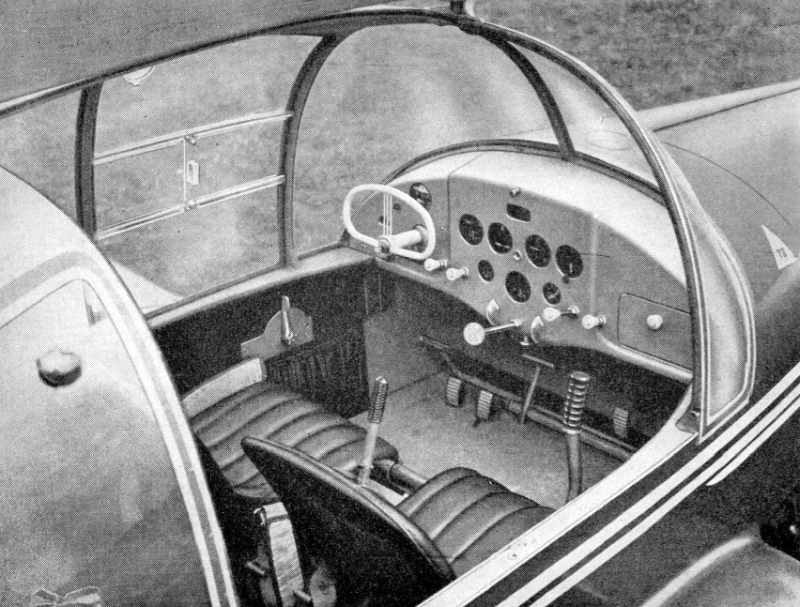
Kabina M-3 Bonzo (1948)

Prostorná, zvukově a tepelně izolovaná kabina s kostrou z ocelových trubek byla velkoryse prosklena. Vstup do kabiny byl přes široké dveře na pravé straně. Překryt kabiny byl odklopný směrem nahoru. Zavazadlový prostor o objemu 0,5 m³ byl přístupný po odklopení opěradel zadních sedadel.
Motorovou skupinu představoval invertní vzduchem chlazený řadový šestiválec Walter Minor 6-III o vzletové výkonnosti 118 kW (160 k) s pevnou dřevěnou vrtulí o průměru 1950 mm. Později byla nahrazena stavitelnou vrtulí V-410. Hlavní palivové nádrže o celkovém obsahu 150 l byly v centroplánu, v náběžné hraně trupového nástavce a pomocná, spádová (15 l) před kabinou. Prostor motoru byl oddělen od kabiny protipožární stěnou. Olejová nádrž o obsahu 10 l byla přímo na motoru. Součástí motorového lože byl také kozlík příďové podvozkové nohy se zatahovacím mechanismem. Motor byl startován elektrickým spouštěčem.
Přistávací zařízení tvořil tříkolový podvozek s řiditelným příďovým kolem. Zatahování se dělo prostřednictvím torzních trubek, šneků a ozubených segmentů. Ovládací skříňku v kabině propojoval s torzními trubkami Gallův řetěz. Všechny podvozkové nohy měly olejo-pneumatické tlumiče PAL. Hlavní podvozek byl v zatažené poloze zcela zakryt, příďové kolo částečně vystupovalo z obrysu. Před ním byl umístěn aerodynamický plechový kryt. Rozměry kol 420×150 a 380×150. Podélné a příčné řízení bylo táhlové. Volant na levé straně i řídící páku na pravé určenou pro přeškolování bylo možno vzájemně vyměnit. Převod pohybu z pedálů na směrovku zajišťovala lanka. Vztlakové klapky se ovládaly pákou podvozku.

## Operační nasazení

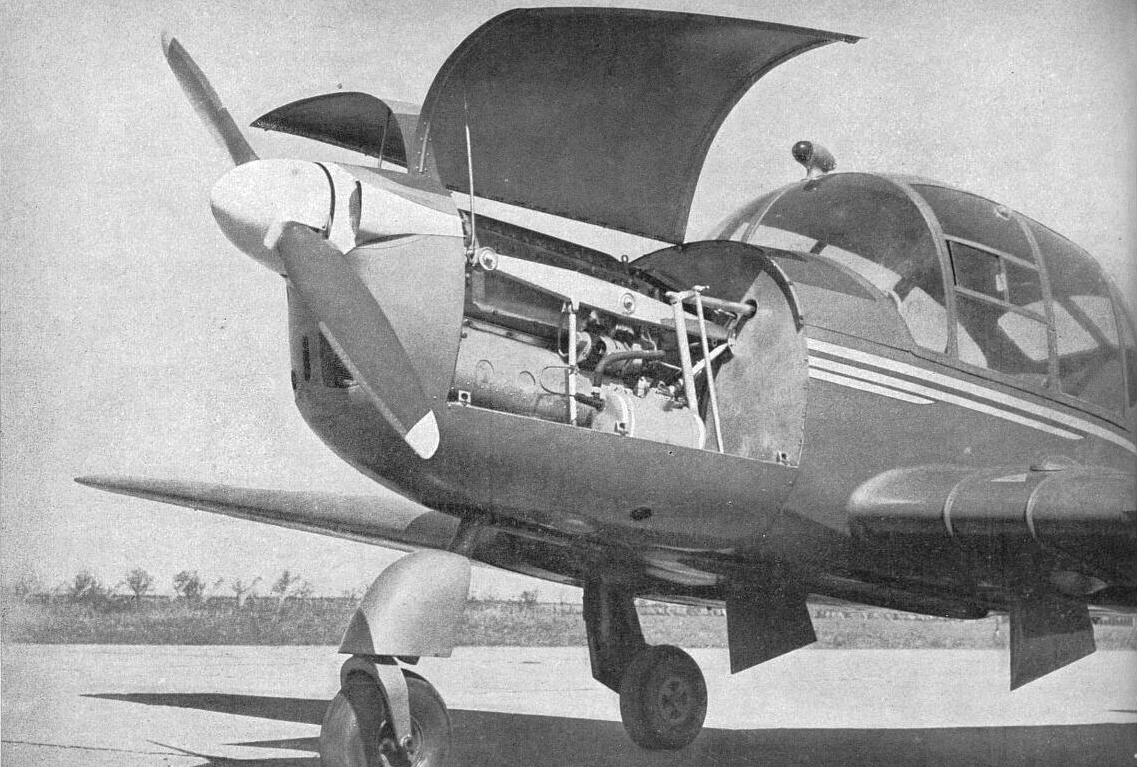
Motor Walter Minor 6-III v letounu Mráz M-3 Bonzo (1948)

Do leteckého rejstříku byl prototyp zapsán 20.4.1949 a byla mu přidělena registrační značka OK-CIZ.
Prototyp počátkem roku 1950 převzal Slovenský zeměměřičský a kartografický ústav v Bratislavě, který jej provozoval až do roku 1952. Využíval jej pro různé geofyzikální průzkumné práce. V dalších letech sloužil pro výcvik v aeroklubech Svazarmu v Kralupech nad Vltavou a později ve Vrchlabí. 
Největším důkazem jeho kvalit se stala řada rekordů z roku 1961. Zahájila ji Věra Šlechtová 19. října na Vrchlabském trojúhelníku. Překonala národní rekordy v rychlosti na uzavřené trati 100 a 500 m výkony 243 km/h, 237 km/h a zároveň ve vzdálenosti na uzavřené trati 500 km. Václav Bäuml na něm 23. října 1961 dosáhl na základně 3 km rychlosti 271 km/h a Jiří Černý na základně 15-25 km rychlosti 285 km/h. Tyto dva rekordy zapsaly Bonzo do tabulek světových rekordů. Tentýž den padl na základně 3 km také ženský rekord výkonem 264 km/h. A posléze Věra Šlechtová vytvořila 2.11.1961 ženský rekord na základně 15-25 km rychlostí 254 km/h a uzavřela tuto rekordní sérii.
Zanedlouho potom byl jediný exemplář M-3 Bonzo zrušen. Z leteckého rejstříku byl vymazán v říjnu 1963.

## Uživatelé
- Československo

## Specifikace

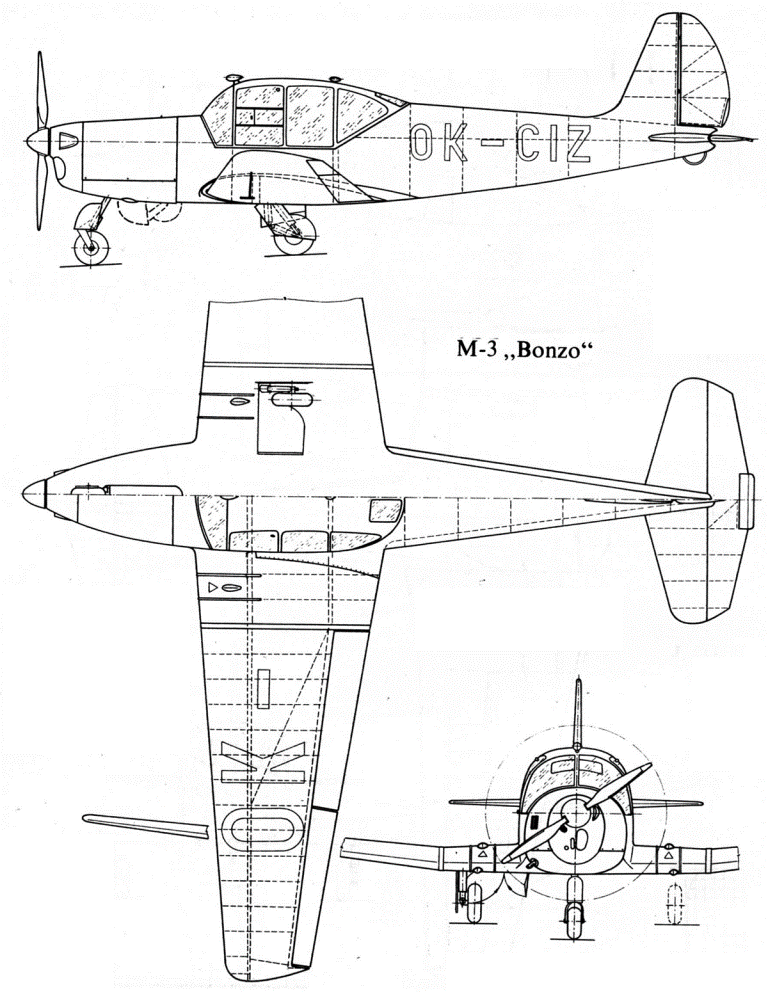
Třípohledový nákres M-3

Údaje pro verzi s motorem Walter Minor 6-III dle

### Technické údaje
- Osádka: 1+3
- Rozpětí: 10,6  m
- Délka: 7,72  m
- Výška: 2,50  m
- Nosná plocha: 15,9  m²
- Hmotnost prázdného letadla: 580  kg
- Vzletová hmotnost: 1 100  kg
- Plošné zatížení: 69  kg/m²
- Pohonná jednotka: pístový invertní vzduchem chlazený šestiválec Minor 6-III o vzletové výkonnosti 118 kW (160 k) při 2500 ot/min
- Vrtule: pevná dřevěná vrtule o průměru 1950  mm

### Výkony
- Cestovní rychlost: 235 km/h
- Max. rychlost u země: 265  km/hod
- Min. rychlost letu (přistávací rychlost): 80 km/h
- Praktický dostup: 5 000  m
- Dolet: 1 000  km
- Délka vzletu: 220  m
- Délka přistání: 140  m